# John Francis Hylan
John Francis Hylan (20 de abril de 1868 - 12 de janeiro de 1936) foi o 96º prefeito de Nova York (o sétimo desde a consolidação dos cinco distritos), de 1918 a 1925. 

## Vida
De origem rural nos Catskills, Hylan finalmente conseguiu trabalho no Brooklyn como operário na ferrovia elevada. Durante seus nove anos na empresa, ele trabalhou como engenheiro e também estudou para obter seu diploma do ensino médio. Continuou se formando em Direito. Exerceu a advocacia por nove anos e também participou da política democrata local.
Em 1917, com o consentimento de Tammany e William Randolph Hearst, ele foi apresentado como um candidato democrata do Brooklyn para prefeito e ganhou o primeiro de dois mandatos. Ele foi reeleito com uma ampla pluralidade, o que levou muitos democratas do Brooklyn ao cargo. Seu principal foco no cargo era evitar que as tarifas do metrô subissem. No final de seu segundo mandato, no entanto, um relatório de um comitê nomeado pelo governador Al Smith criticou duramente a forma como sua administração lidou com o sistema de metrô.
Jimmy Walker nomeou-o para o Tribunal de Crianças, onde permaneceu por muitos anos. Após seu mandato como prefeito, Hylan passou muito tempo atacando os "interesses", argumentando que a concentração industrial dava grande poder aos indivíduos para influenciar a política e empobrecer os trabalhadores pobres.